# Ahmedabad
Ahmedabad (/ˈəhmədɑːbɑːd/ⓘ guyaratí: અમદાવાદ transliteración: Ahm(a)edābād) es la séptima ciudad más poblada de la India, la mayor del estado de Guyarat (y antigua capital de dicho estado)
La ciudad es a veces referenciada como Karnavati, nombre de una antigua ciudad que existió en el mismo lugar, y se le conoce también como Amdavad en el guyaratí coloquial. Ahmedabad se localiza en la región central-norte de Guyarat, al margen del río Sabarmati. Ahmedabad es el centro administrativo del distrito homónimo, y fue capital del estado de Guyarat de 1960 a 1970, tras lo cual la capital se mudó a Gandhinagar, a 30 km de distancia. También la sede del Tribunal Superior de Guyarat.
En años recientes, Ahmedabad ha emergido como un importante centro económico e industrial en India. El 31 de marzo de 2011 la «Ciudad histórica de Ahmadabad» fue inscrita en la Lista Indicativa de la India —paso previo a ser declarado Patrimonio de la Humanidad—, en la categoría de bien cultural (n.º ref 5616).
Ahmedabad se ha convertido en un importante centro económico e industrial de la India. Es el segundo mayor productor de algodón de la India, debido a lo cual se la conocía como el 'Mánchester de la India' junto con Kanpur. La bolsa de valores de Ahmedabad (antes de su cierre en 2018) era la segunda más antigua del país. El críquet es un deporte popular en Ahmedabad; un estadio de nueva construcción, llamado Narendra Modi Stadium, en Motera, puede albergar a 132.000 espectadores, lo que lo convierte en el estadio más grande del mundo. El Enclave Deportivo Sardar Vallabhbhai Patel, de categoría mundial, está actualmente en construcción y, una vez terminado, será uno de los mayores centros deportivos (Ciudad Deportiva) de la India. Los efectos de la liberalización de la economía india han dinamizado la economía de la ciudad hacia actividades del Sector terciario como el comercio, las comunicaciones y la construcción. El aumento de la población de Ahmedabad ha provocado un incremento de las industrias de la construcción y la vivienda, lo que ha dado lugar al desarrollo de rascacielos.
En 2010, Ahmedabad ocupó el tercer puesto en la lista de Forbes's de ciudades de más rápido crecimiento de la década. En 2012, The Times of India eligió Ahmedabad como la mejor ciudad de la India para vivir. El producto interior bruto del metro de Ahmedabad se estimó en 68 000 millones de dólares en 2020. En 2020, Ahmedabad fue clasificada como la tercera mejor ciudad de la India para vivir según el Índice de Facilidad de Vida. En julio de 2022, la revista Time incluyó Ahmedabad en su lista de los 50 mejores lugares del mundo de 2022.
Ahmedabad ha sido seleccionada como una de las cien ciudades indias que se desarrollarán como smart city bajo la Government of India's flagship Smart Cities Mission. En julio de 2017, la ciudad histórica de Ahmedabad, o Antigua Ahmedabad, fue declarada Ciudad Patrimonio de la Humanidad de la UNESCO.

## Historia
La zona que rodea Ahmedabad ha estado habitada desde el siglo XI, cuando era conocida como Ashaval'. En aquella época, Karna el gobernante de la Chaulukya (Solanki) de Anhilwara (moderna Patan), libró una guerra exitosa contra el rey Bhil de Ashaval, y estableció una ciudad llamada Karnavati a orillas del Sabarmati. El dominio Solanki duró hasta el siglo XIII, cuando Gujarat quedó bajo el control de la dinastía Vaghela de Dholka. Posteriormente, Gujarat pasó a estar bajo el control del Sultanato de Delhi en el siglo XIV. Sin embargo, a principios del siglo XV, el gobernador musulmán local Zafar Khan Muzaffar estableció su independencia del Sultanato de Delhi y se coronó a sí mismo Sultán de Gujarat como Muzaffar Shah I, fundando así la Dinastía Muzaffarid. En 1411, esta zona quedó bajo el control de su nieto, el sultán Ahmed Shah, que eligió la zona boscosa a orillas del río Sabarmati para una nueva capital. Sentó las bases de una nueva ciudad amurallada cerca de Karnavati y la llamó Ahmedabad en su honor. Según otras versiones, nombró a la ciudad en honor a cuatro santos musulmanes de la zona que tenían todos el nombre de Ahmed. Ahmed Shah I fundó la ciudad el 26 de febrero de 1411 (a las 13:20 horas, jueves, segundo día de Dhu al-Qi'dah, año Hijri 813) en Manek Burj. Manek Burj debe su nombre al legendario santo hindú del siglo XV, Maneknath, que intervino para ayudar a Ahmed Shah I a construir el Fuerte de Bhadra en 1411.
La eligió como nueva capital el 4 de marzo de 1411.
Chandan y Rajesh Nath, descendientes en 13.ª generación de San Maneknath, realizan puja e izan la bandera en Manek Burj el día de la fundación de Ahmedabad y para el festival Vijayadashami cada año.
En 1487, Mahmud Begada, nieto de Ahmed Shah, fortificó la ciudad con una muralla exterior 10 km (6,2 mi) de circunferencia y compuesta por doce puertas, 189 baluartes y más de 6.000 almenas. En 1535 Humayun ocupó brevemente Ahmedabad tras capturar Champaner cuando el gobernante de Guyarat, Bahadur Shah, huyó a Diu. Ahmedabad fue entonces reocupada por la dinastía muzaffarid hasta 1573, cuando Guyarat fue conquistada por el Mughal emperador Akbar. Durante el reinado mogol, Ahmedabad se convirtió en uno de los prósperos centros comerciales del Imperio, principalmente en el sector textil, que se exportaba hasta Europa. El soberano mogol Shahjahan pasó la plenitud de su vida en la ciudad y patrocinó la construcción del Moti Shahi Mahal en Shahibaug. La hambruna del Decán de 1630-32 afectó a la ciudad, al igual que las hambrunas de 1650 y 1686. Ahmedabad siguió siendo la sede provincial de los mogoles hasta 1758, cuando rindieron la ciudad a los marathas. Durante el periodo de gobierno del Imperio Maratha, la ciudad se convirtió en el centro de un conflicto entre los Peshwa de Poona y los Gaekwad de Baroda. En 1780, durante la Primera Guerra Anglo-Maratha, una fuerza británica al mando de James Hartley asaltó y capturó Ahmedabad, pero fue devuelta a los marathas al final de la guerra. La Compañía Británica de las Indias Orientales se apoderó de la ciudad en 1818 durante la tercera guerra anglo-maratha. En 1824 se estableció un acantonamiento militar y en 1858 un gobierno municipal. Incorporada a la Presidencia de Bombay durante el Gobierno británico, Ahmedabad se convirtió en una de las ciudades más importantes de la región de Guyarat. En 1864, la Bombay, Baroda, and Central India Railway (BB&CI) estableció un enlace ferroviario entre Ahmedabad y Mumbai (entonces Bombay), lo que permitió el tráfico y el comercio entre el norte y el sur a través de la ciudad. Con el tiempo, la ciudad se estableció como sede de una industria textil en desarrollo, lo que le valió el sobrenombre de "Manchester del Este".

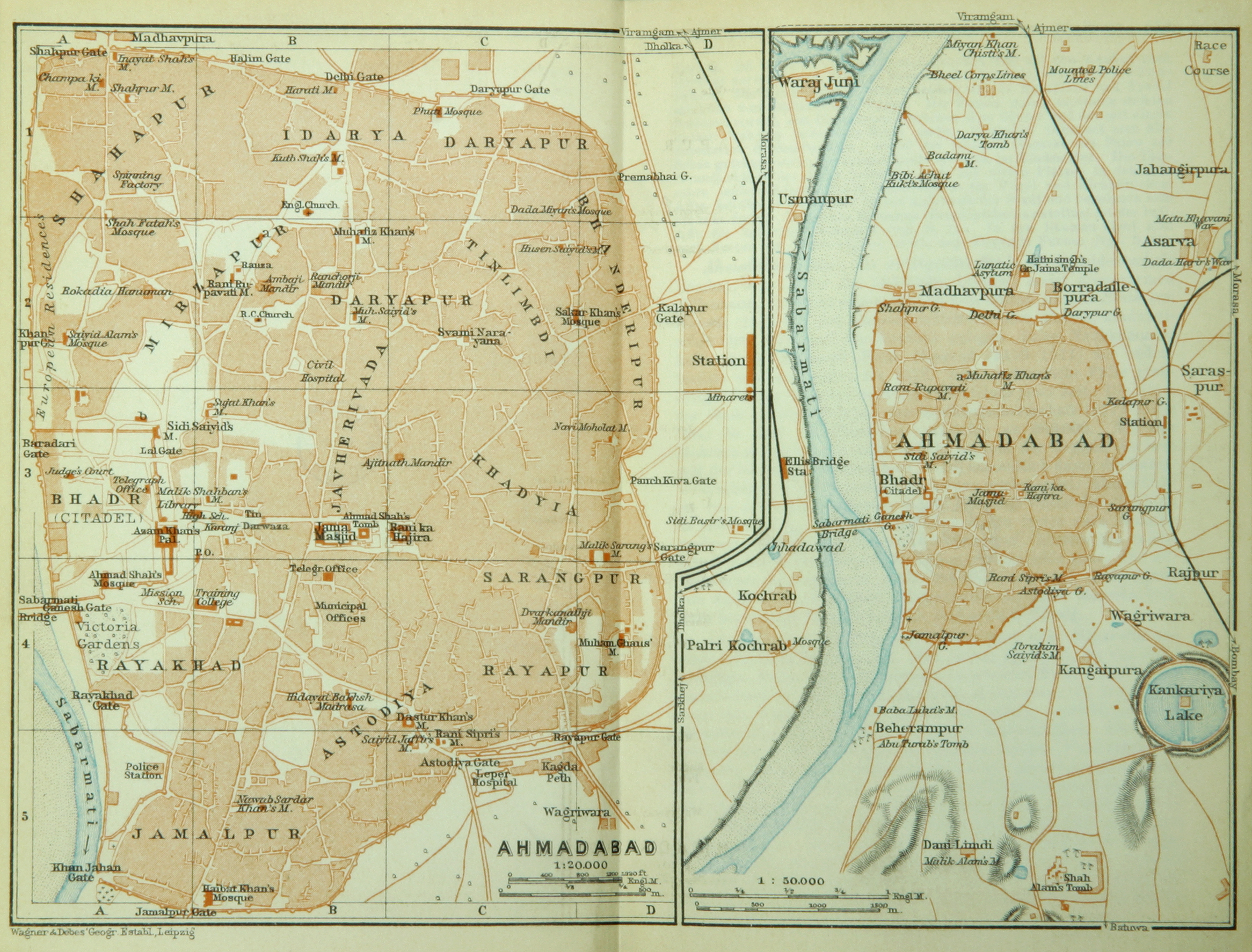
Ahmedabad y sus alrededores, ca 1914

El movimiento independentista indio echó raíces en la ciudad cuando Mahatma Gandhi estableció dos ashrams - el Kochrab Ashram cerca de Paldi en 1915 y el Satyagraha Ashram (ahora Sabarmati Ashram) a orillas del Sabarmati en 1917 - que se convertirían en centros de actividades nacionalistas. Durante el protestas masivas contra la Ley Rowlatt en 1919, los trabajadores del sector textil quemaron 51 edificios gubernamentales en toda la ciudad en protesta por el intento británico de ampliar las normas de guerra tras la Primera Guerra Mundial. En la década de 1920, los trabajadores del sector textil y los profesores se declararon en huelga para exigir derechos civiles y mejores condiciones salariales y laborales. En 1930, Gandhi inició la Satyagraha de la sal desde Ahmedabad, embarcándose desde su ashram en la Marcha de la sal de Dandi. La administración y las instituciones económicas de la ciudad quedaron inoperantes a principios de la década de 1930 por la gran cantidad de gente que se echó a la calle en protestas pacíficas, y de nuevo en 1942 durante el Movimiento por la Abandono de la India. Tras la independencia y la partición de la India en 1947, la ciudad quedó marcada por la intensa violencia comunal que estalló entre el hindúes y el musulmanes en 1947, Ahmedabad fue el centro de asentamiento de emigrantes hindúes procedentes de Pakistán, que ampliaron la población de la ciudad y transformaron su demografía y su economía.
En 1960, Ahmedabad se había convertido en una metrópolis de algo menos de medio millón de habitantes, con edificios clásicos y coloniales de estilo europeo que jalonaban las calles de la ciudad. Fue elegida capital del estado de Guyarat tras la partición del Estado de Bombay el 1 de mayo de 1960. Durante este periodo, se fundaron en la ciudad un gran número de instituciones educativas y de investigación, que la convirtieron en un centro de educación superior, ciencia y tecnología. La base económica de Ahmedabad se diversificó con el establecimiento de la industria pesada y química durante el mismo periodo. Muchos países intentaron emular la estrategia de planificación económica de la India y uno de ellos, Corea del Sur, copió el segundo "Plan Quinquenal" de la ciudad.

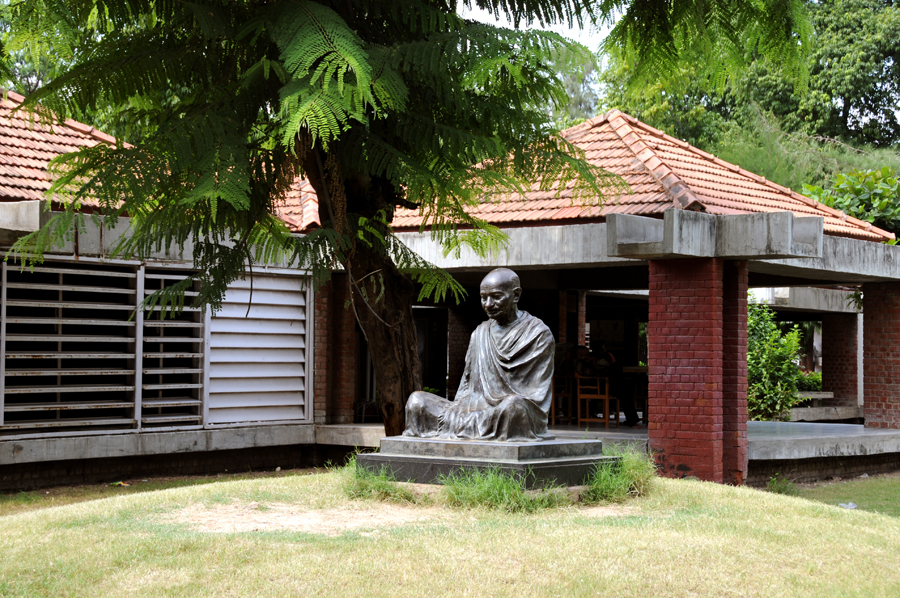
Sabarmati Ashram, establecido por Mahatma Gandhi

A finales de la década de 1970, la capital se trasladó a la recién construida ciudad de Gandhinagar. Esto marcó el inicio de un largo periodo de declive de la ciudad, marcado por la falta de desarrollo.
La agitación de 1974 Nav Nirman, una protesta contra el aumento del 20% de las tasas de los albergues de la Facultad de Ingeniería L.D. de Ahmedabad, se convirtió en un movimiento para destituir a Chimanbhai Patel, entonces ministro principal de Guyarat. En la década de 1980, se introdujo en el país una política de reservación, que provocó protestas contra la reserva en 1981 y 1985. En las protestas se produjeron violentos enfrentamientos entre personas pertenecientes a diversas castas. La ciudad se vio considerablemente afectada por el terremoto de Guyarat de 2001; hasta 50 edificios de varias plantas se derrumbaron, matando a 752 personas y causando muchos daños. Al año siguiente, un periodo de tres días de violencia entre hindúes y musulmanes en el estado occidental indio de Guyarat, conocido como los disturbios de Guyarat de 2002, se extendió a Ahmedabad; en Chamanpura, al este del país, 69 personas murieron en la masacre de la Sociedad Gulbarg el 28 de febrero de 2002.  Alrededor de la ciudad se instalaron campos de refugiados, que albergaban a 50.000 musulmanes, así como algunos pequeños campamentos hindúes.
Los atentados de Ahmedabad de 2008, una serie de diecisiete explosiones de bombas, mataron e hirieron a varias personas. El grupo militante Harkat-ul-Jihad reivindicó la autoría de los atentados. Aparte de Nueva Delhi, Ahmedabad es una de las pocas ciudades de la India que ha acogido a primeros ministros de grandes economías como Estados Unidos, China y Canadá. El 24 de febrero de 2020, el presidente Trump se convirtió en el primer presidente de EE. UU. en visitar la ciudad en el marco de Namaste Trump. Anteriormente, el presidente Xi Jinping y el primer ministro Justin Trudeau visitaron la ciudad.

## Demografía
La población (en la localidad "estricta") es de 3.520.085 habitantes según el último censo nacional de población indio, del 1 de marzo de 2001 (y 2.966.312 de acuerdo al anterior, de 1991). Una estimación la situaba en torno a los 4.030.000 para enero de 2009. La aglomeración urbana, por su parte, era de 4.518.240 habitantes en 2001 (3.312.216 en 1991 y 2.548.057 en 1981). Para principios de 2009 un estimado, basado en la proyección de esos datos, la situaba en unos 5.770.000 hab. Se cree que por su alto crecimiento poblacional pueda ser una megaciudad antes de 2030.
| Gráfica de evolución de Ahmedabad entre 1871 y 2011 |
|                                                     |

## Galería

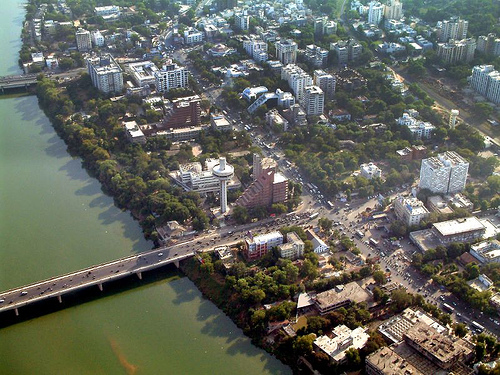
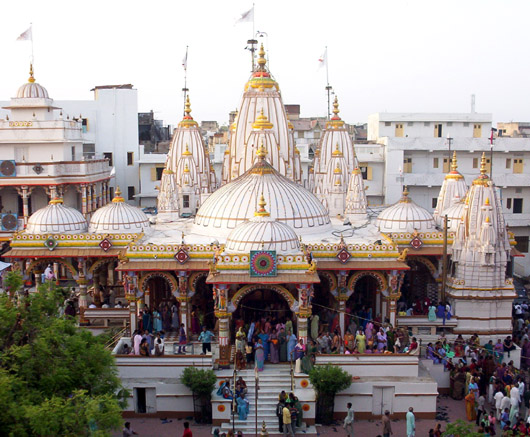
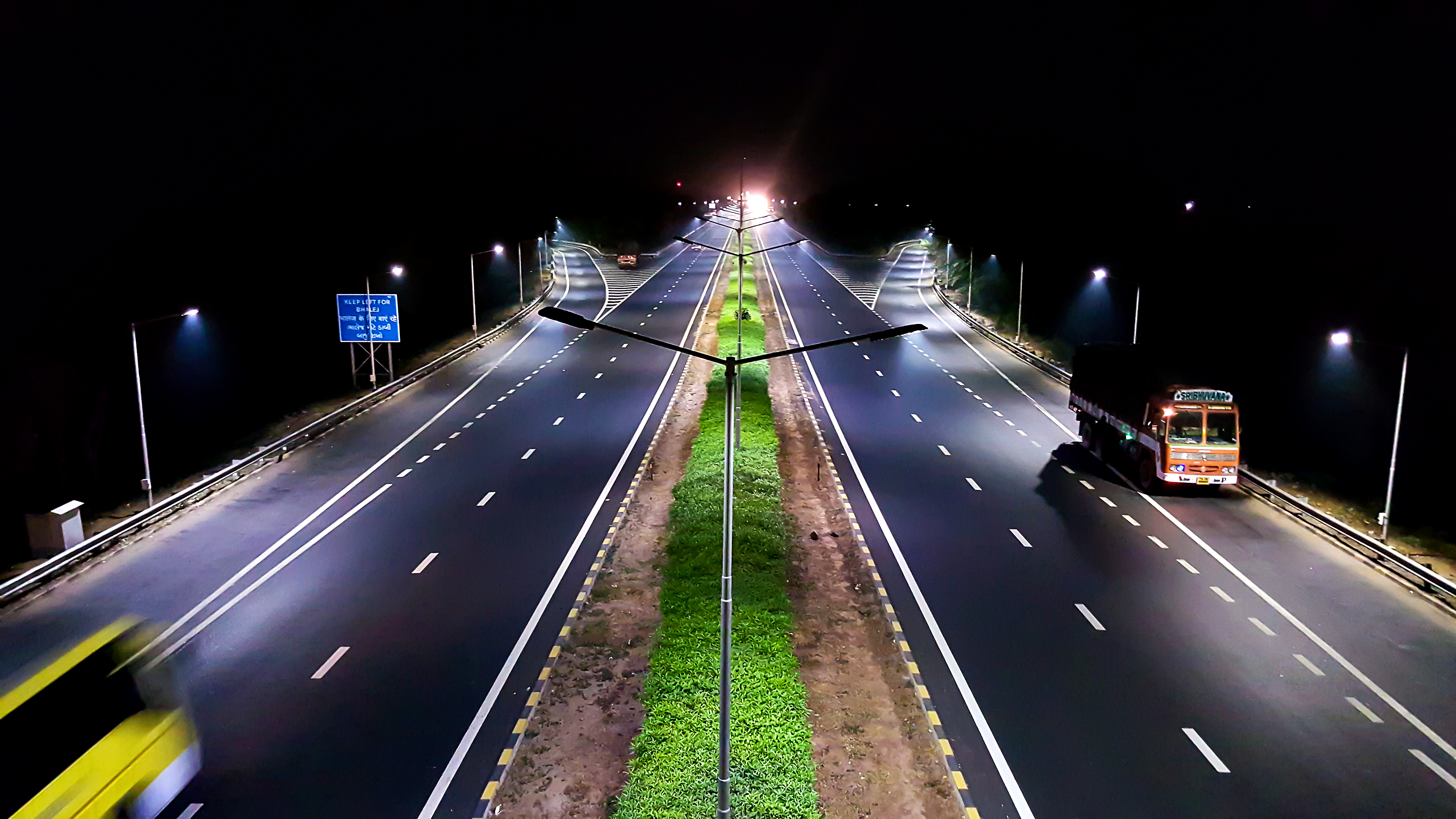
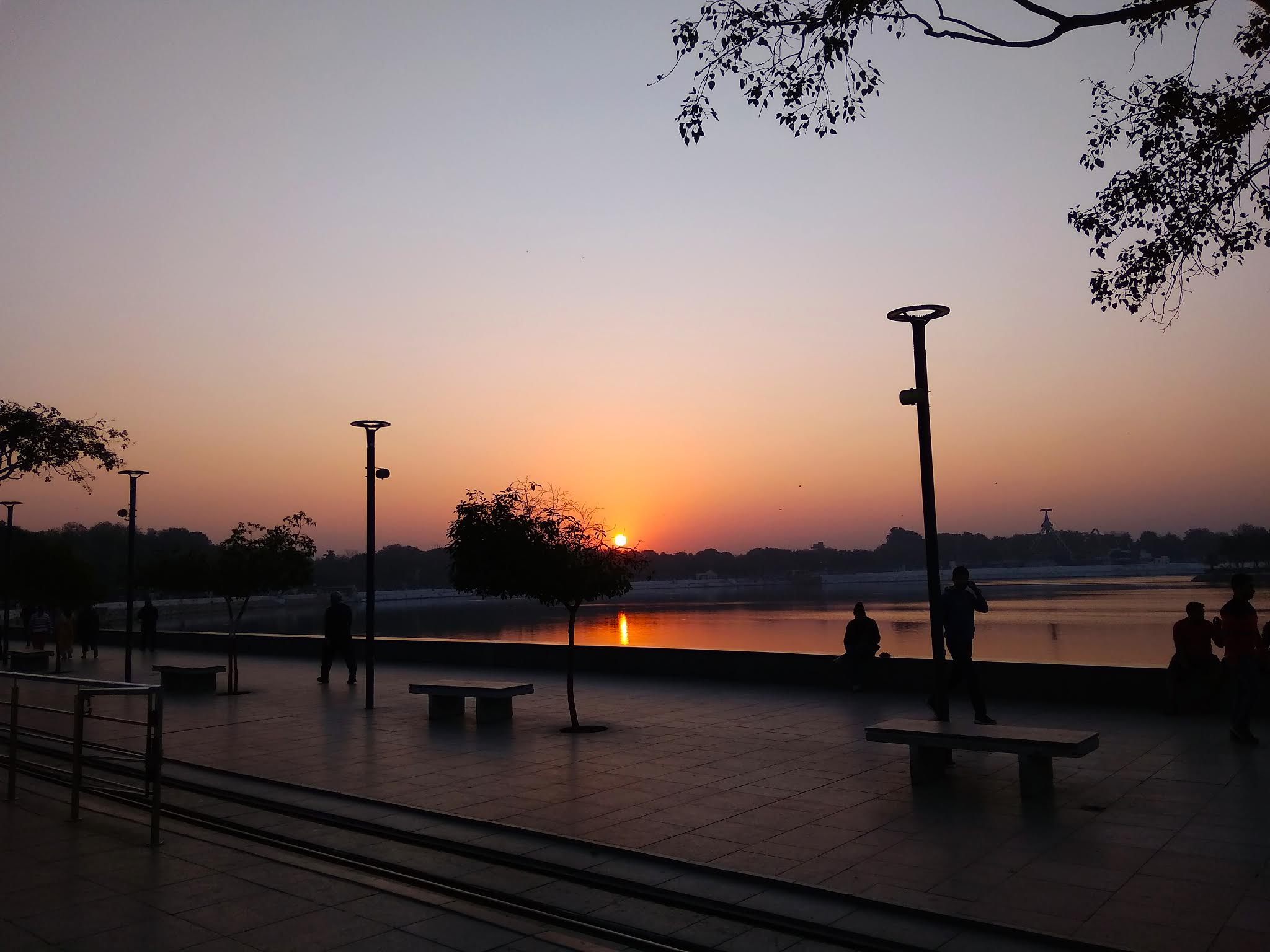

## Geografía
Ahmedabad se localiza en la India occidental, a una altitud de 53 m sobre el nivel medio del mar. Se localiza al margen del río Sabarmati, en la región central-norte del estado. Cubre una superficie de 205 km². El Sabarmati secciona la ciudad en dos, una parte oriental y la otra occidental. El río se seca durante el verano, dejando apenas una pequeña corriente de agua. La ciudad se encuentra localizada en una región árida, en terreno plano con excepción de las pequeñas colinas de Thaltej-Jodhpur Tekra.

## Clima
| Parámetros climáticos promedio de Ahmedabad (1981–2010) | Parámetros climáticos promedio de Ahmedabad (1981–2010) | Parámetros climáticos promedio de Ahmedabad (1981–2010) | Parámetros climáticos promedio de Ahmedabad (1981–2010) | Parámetros climáticos promedio de Ahmedabad (1981–2010) | Parámetros climáticos promedio de Ahmedabad (1981–2010) | Parámetros climáticos promedio de Ahmedabad (1981–2010) | Parámetros climáticos promedio de Ahmedabad (1981–2010) | Parámetros climáticos promedio de Ahmedabad (1981–2010) | Parámetros climáticos promedio de Ahmedabad (1981–2010) | Parámetros climáticos promedio de Ahmedabad (1981–2010) | Parámetros climáticos promedio de Ahmedabad (1981–2010) | Parámetros climáticos promedio de Ahmedabad (1981–2010) | Parámetros climáticos promedio de Ahmedabad (1981–2010) |
| Mes                                                     | Ene.                                                    | Feb.                                                    | Mar.                                                    | Abr.                                                    | May.                                                    | Jun.                                                    | Jul.                                                    | Ago.                                                    | Sep.                                                    | Oct.                                                    | Nov.                                                    | Dic.                                                    | Anual                                                   |
| ------------------------------------------------------- | ------------------------------------------------------- | ------------------------------------------------------- | ------------------------------------------------------- | ------------------------------------------------------- | ------------------------------------------------------- | ------------------------------------------------------- | ------------------------------------------------------- | ------------------------------------------------------- | ------------------------------------------------------- | ------------------------------------------------------- | ------------------------------------------------------- | ------------------------------------------------------- | ------------------------------------------------------- |
| Temp. máx. abs. (°C)                                    | 36.1                                                    | 40.6                                                    | 43.9                                                    | 46.2                                                    | 50.0                                                    | 47.2                                                    | 42.2                                                    | 40.4                                                    | 41.7                                                    | 42.8                                                    | 38.9                                                    | 35.6                                                    | 50.0                                                    |
| Temp. máx. media (°C)                                   | 28.1                                                    | 30.5                                                    | 35.8                                                    | 39.6                                                    | 41.6                                                    | 38.8                                                    | 33.6                                                    | 32.0                                                    | 33.8                                                    | 35.7                                                    | 32.9                                                    | 29.5                                                    | 34.4                                                    |
| Temp. mín. media (°C)                                   | 12.4                                                    | 14.3                                                    | 19.5                                                    | 23.9                                                    | 27.0                                                    | 27.5                                                    | 25.9                                                    | 25.0                                                    | 24.7                                                    | 21.4                                                    | 16.7                                                    | 13.4                                                    | 21.0                                                    |
| Temp. mín. abs. (°C)                                    | 3.3                                                     | 2.2                                                     | 9.4                                                     | 12.8                                                    | 19.1                                                    | 19.4                                                    | 20.4                                                    | 21.2                                                    | 17.2                                                    | 12.6                                                    | 8.3                                                     | 3.6                                                     | 2.2                                                     |
| Lluvias (mm)                                            | 1.0                                                     | 0.8                                                     | 0.6                                                     | 2.4                                                     | 7.0                                                     | 80.0                                                    | 291.2                                                   | 266.2                                                   | 86.8                                                    | 11.7                                                    | 2.3                                                     | 1.0                                                     | 750.9                                                   |
| Días de lluvias (≥ 1 mm)                                | 0.1                                                     | 0.1                                                     | 0.0                                                     | 0.4                                                     | 0.6                                                     | 3.9                                                     | 11.5                                                    | 10.7                                                    | 5.0                                                     | 0.8                                                     | 0.4                                                     | 0.2                                                     | 33.6                                                    |
| Horas de sol                                            | 287.3                                                   | 274.3                                                   | 277.5                                                   | 297.2                                                   | 329.6                                                   | 238.3                                                   | 130.1                                                   | 111.4                                                   | 220.6                                                   | 290.7                                                   | 274.1                                                   | 288.6                                                   | 3019.7                                                  |
| Humedad relativa (%)                                    | 49                                                      | 43                                                      | 37                                                      | 41                                                      | 47                                                      | 62                                                      | 77                                                      | 81                                                      | 71                                                      | 53                                                      | 48                                                      | 50                                                      | 55                                                      |
| Fuente n.º 1: India Meteorological Department           |                                                         |                                                         |                                                         |                                                         |                                                         |                                                         |                                                         |                                                         |                                                         |                                                         |                                                         |                                                         |                                                         |
| Fuente n.º 2: NOAA, IEM ASOS                            |                                                         |                                                         |                                                         |                                                         |                                                         |                                                         |                                                         |                                                         |                                                         |                                                         |                                                         |                                                         |                                                         |